# تاميكا ويليامز
تاميكا ويليامز (بالإنجليزية: Tamika Williams)‏ مواليد 12 أبريل 1980 في دايتون، هي لاعبة كرة سلة أمريكية سابقة أصبحت مدربة مساعدة بدأت مسيرتها الاحترافية في سنة 2002. تم اختيارها من قبل فريق مينيسوتا لينكس خلال الدرافت. اعتزلت اللعب في 2008.

## روابط خارجية
- تاميكا ويليامز على موقع الاتحاد الوطني لكرة السلة النسائية (الإنجليزية)
- تاميكا ويليامز على موقع كرة السلة الأوروبية.كوم (الإنجليزية)
- تاميكا ويليامز على موقع كلية كرة السلة في سبورتس رفرنس.كوم (الإنجليزية)
- تاميكا ويليامز على موقع بروبوليرز (الإنجليزية)
- تاميكا ويليامز على موقع سبورتس رفرنس (الإنجليزية)
- تاميكا ويليامز على موقع كلية كرة السلة في سبورتس رفرنس.كوم (الإنجليزية)